# Creu de Cantonigròs
La Creu de Cantonigròs és una creu de terme de l'Esquirol (Osona) situada al poble de Cantonigròs, a l'entorn de l'església de Sant Roc, a prop del cementiri.
Està formada per un pedestal de pedra, que acaba en forma de capitell, coronat per una petita creu de forja. A la base del pedestal hi ha unes inscripcions que actualment són il·legibles. Es troba integrada dins del conjunt d'una font urbana, de factura contemporània, emmarcada en un mur format per quatre columnes construïdes amb carreus de pedra.